# روبيديوم

الروبيديوم عنصرٌ كيميائيّ رمزه Rb وعدده الذرّي 37. ينتمي هذا العنصر في الجدول الدوري إلى مجموعة الفلزّات القلوية، إذ هو رابع عناصر المجموعة الأولى، كما يقع ضمن عناصر الدورة الخامسة. الروبيديوم فلزٌّ ذو لون أبيض رمادي، وهو أكثف من الماء، ويشتعل بشكلٍ قويّ عند التماس مع الرطوبة. للروبيديوم في الطبيعة نظيران، الأوّل هو روبيديوم-85 وهو الأكثر وفرةً طبيعيةً بنسبة مقدارها 72%، أمّا النظير الثاني فهو روبيديوم-87، وهو نظيرٌ مشعّ بشكلٍ طفيف بعمر نصف مقداره 48.8 بليون سنة.
اكتشف الكيميائيان روبرت بنزن وغوستاف روبرت كيرشهوف هذا العنصر سنة 1861 بواسطة تقنية مطيافية الانبعاث الذري المكتشفة حديثاً آنذاك. يُشتقّ اسم الروبيديوم من الكلمة اللاتينية rubidus، والتي تعني «أحمر غامق»، وذلك بسبب الخطوط الحمراء المميّزة التي ظهرت في طيف الانبعاث.
لمركّبات الروبيديوم عدد من التطبيقات الكيميائية والإلكترونية، ولكنها مركّزة غالباً في المجال البحثي الاختصاصي. لفلزّ الروبيديوم نقطة انصهار منخفضة، ومن السهل تبخيره، كما أن لديه مجال امتصاص طيفي ملائم، ممّا يجعله خياراً مناسباً لأبحاث الليزر على الذرّات. لا يوجد للروبيديوم دورٌ حيويٌّ معروف، ولكن بسبب تماثل الشحنة الكهربائية وتقارب حجم أيون الروبيديوم مع حجم أيونات البوتاسيوم، فإن أيونات الروبيديوم تؤخذ في الخلايا الحيوانية الحيّة بشكل مشابه لأيونات البوتاسيوم.

## التاريخ وأصل التسمية

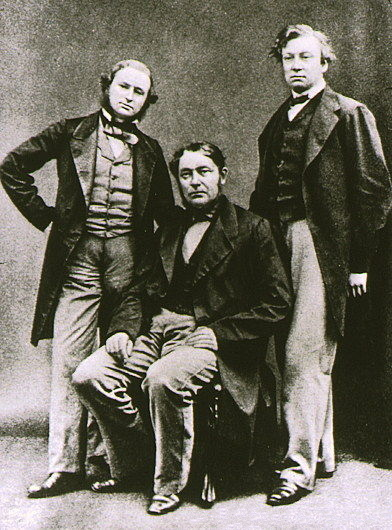
يُنسَب اكتشاف عنصر الروبيديوم إلى الكيميائيّين غوستاف روبرت كيرشهوف (يسار)، وروبرت بنزن (وسط). في الصورة أيضاً الكيميائي هنري روسكو مكتشف عنصر الفاناديوم.

اكتُشِف عنصر الفاناديوم في سنة 1861 من الكيميائيّين غوستاف روبرت كيرشهوف  وروبرت بنزن  في مدينة هايدلبرغ الألمانية، وذلك أثناء تحليلهما لعيّنة من معدن الليبيدوليت  باستخدام تقنية مطيافية الانبعاث الذرّي . وبسبب الألوان الحمراء الغامقة الموجودة في طيف الانبعاث الناتج، أطلقا على العنصر الجديد اسم «روبيديوم»، وذلك اشتقاقاً من اللفظ اللاتيني روبيدوس rubidus، والذي يعني الأحمر الغامق.
يعدّ الروبيديوم مكوّناً ثانوياً في معدن الليبيدوليت، لذلك احتاج كيرشهوف وبنزن إلى معالجة ما يقارب 150 كغ من هذا المعدن الحاوي على تركيزٍ من الروبيديوم لا يزيد عن 0.24%، وذلك على شكل أكسيد الروبيديوم. قام العالمان بمعالجة الخامة بحمض كلورو البلاتينيك ، ثمّ بإجراء تبلور تجزيئي  من أجل الفصل عن أملاح البوتاسيوم المرافقة. بعد ذلك جرى الاختزال باستخدام الهيدروجين، ممّا أدّى بالنهاية إلى الحصول على ناتج كمّيّته 0.51 غرام من كلوريد الروبيديوم. اضطر العالمان إلى زيادة المواد الأوّلية من أجل الحصول على مردود أكبر من أجل إجراء الدراسات التحليلية على العنصر الجديد. كان الروبيديوم العنصر الثاني بعد السيزيوم، الذي اكتشف بواسطة طرق مطيافية، والتي كانت حديثة الاكتشاف آنذاك.
استخدم هذان العالمان مركّب كلوريد الروبيديوم الناتج من أجل تقدير الكتلة الذرّية النسبية للعنصر الجديد، وكانت القيمة المُقدّرة (85.36) قريبةً جدّاً من القيمة الفعلية المعتمدة حالياً (85.47). كما حاولا استحصال العنصر بشكله الحرّ بواسطة التحليل الكهربائي  لمصهور كلوريد الروبيديوم، ولكن بدلاً من الحصول على العنصر الحرّ، حصلا على مادّة زرقاء متجانسة، والتي لم تُبدِ أيّ خاصّة فلزّية، سواءً بالعين المجرّدة أو تحت المجهر. لذلك افترضا بدايةً أنّه مركّب غير متكافئ لكلوريد الروبيديوم، ولكن على الأغلب أن يكون الناتج مزيج غرواني  من كلوريد الروبيديوم وعنصر الروبيديوم. في المحاولة الثانية لعزل العنصر، تمكّن بنزن من الحصول على الروبيديوم من التفكّك الحراري لملح طرطرات الروبيديوم . على الرغم من تلقائية اشتعال الروبيديوم النقيّ، إلّا أنّ العالمان تمكّنا من تحديد كثافة ونقطة انصهار العنصر الجديد المكتَشف، وذلك بشكلٍ دقيقٍ جدّاً، ممّا عكس جودة العمل البحثي الذي قاما به في ذلك الوقت (أواسط القرن التاسع عشر).
اكتُشِفَ نظير الروبيديوم المشعّ روبيديوم-87 87Rb في سنة 1908، وذلك قبل ترسّخ نظرية انتشار النظائر المختلفة في الطبيعة في سنة 1910، كما ساهم معدّل الاضمحال الإشعاعي البطيء لهذا النظير في صعوبة الحكم إن كان هذا النظير مشعّاً أم لا. توجد هناك في الوقت الحالي عدّة براهين على اضمحلال النظير روبيديوم-87 إلى نظير السترونتيوم المستقرّ 87Sr. لم يكن للروبيديوم أهمّيّة صناعية تذكر قبل عشرينات القرن العشرين؛ ولكن منذ ذلك الحين ازدادت أهمية هذا العنصر نتيجة الأبحاث العلمية ولاكتشاف تطبيقات جديدة. وفي سنة 1995 استخدم النظير روبيديوم-87 للحصول على حالة تكاثف بوز-أينشتاين ؛ وجرّاء ذلك حاز الباحثون إيريك ألين كورنيل  وكارل ويمان  وفولفغانغ كيترلي  غلى جائزة نوبل في الفيزياء سنة 2001.

## الوفرة الطبيعية
لا يعدّ الروبيديوم من العناصر الوفيرة في الطبيعة، إذ هو واحدٌ من 56 عنصر كيميائي والتي مجموعها يشكّل ما يقارب 0.05% من تركيب القشرة الأرضية، وهو يقع في المرتبة الثالثة والعشرين من حيث ترتيب العناصر نسبةً إلى الوفرة الطبيعية في القشرة الأرضية.:4 يوجد عنصر الروبيديوم طبيعيّاً في عدّة معادن، منها الليوسيت  والبولوسيت  والكارناليت  والزنفالديت . يحتوي الليبيدوليت على نسبة تتراوح بين 0.3% و 3.5% من الروبيديوم، وهو المصدر التجاري لهذا العنصر. تحوي أيضاً بعض معادن البوتاسيوم على عنصر الروبيديوم بكمّيّات تجارية معتبرة.
يحوي ماء البحر على مقدار وسطي من أملاح الروبيديوم يبلغ 125 ميكروغرام/الليتر، وهو أقلّ بشكلٍ واضح من المحتوى الوسطي لأملاح البوتاسيوم (408 ميليغرام/الليتر)، وأكثر من المحتوى الوسطى لأملاح السيزيوم (0.3 ميكروغرام/الليتر). يأتي ترتيب الروبيديوم في المرتبة الثامنة عشر من حيث ترتيب العناصر الكيميائية في ماء البحر.

## الاستخراج
بسبب الكبر النسبي لنصف القطر الأيوني ، لذا يعدّ الروبيديوم جيولوجيّاً من العناصر غير الملائمة ؛ بالتالي، فإنّه أثناء عمليّة التبلور التجزيئي الجيولوجية للصهارة الأرضية تركّز الروبيديوم مع المشابهات من العناصر الثقيلة مثل السيزيوم في الطور السائل، ممّا أدّى إلى تأخّر تبلوره. لذلك توجد توضّعات الروبيديوم والسيزيوم الكبيرة في أجسام خامات البيغماتيت  المتشكّلة عبر عملية التخصيب تلك، وعادةً ما تشترك خامات الروبيديوم والسيزيوم في المعادن مثل البولوسيت والليبيدوليت،، وكذلك الزنفالديت. تنتشر خامات الروبيديوم بكثرة في كندا وإيطاليا على سبيل المثال.

## الإنتاج
على الرعم من أنّه أكثر وفرةً من السيزيوم في القشرة الأرضية، فإنّ التطبيقات المحدودة لعنصر الروبيديوم وقلّة انتشار الخامات الغنيّة بهذا العنصر لا تجعله من العناصر المستخرَجة بكثرة، إذ اقتصرت الكمّية المنتَجة من مركّبات الروبيديوم إلى ما بين 2 - 4 طن سنوياً. توجد هناك عدّة طرائق من أجل فصل عناصر البوتاسيوم والروبيديوم والسيزيوم عن بعضها البعض في الخامات المشتركة، وخاصّةً بأسلوب التبلور التجزيئي، إذ يمكن بهذه التقنية على سبيل المثال فصل الروبيديوم عن السيزيوم في مركّب شب الروبيديوم والسيزيوم  (Cs,Rb)Al(SO4)2·12H2O، وذلك بعد 30 مرحلة متعاقبة، للحصول على شب الروبيديوم  النقيّ. من الطرائق الأخرى أيضاً كلّ من عملية كلورو القصديرات  وعملية الفروسيانيد .
كان استحصال الروبيديوم يُجرى لفترة بين خمسينيات وستّينيات القرن العشرين على هيئة منتج ثانوي من عمليّات إنتاج البوتاسيوم، والذي كان يدعى الكارب ، والذي كان بدوره المصدر الرئيس للروبيديوم. فقد كان يحوي على نسبة تصل إلى 21%، والباقي من عنصر البوتاسيوم، مع وجود كمّيّات صغيرة من السيزيوم. أما حالياً فإن أكبر منتجي السيزيوم في السوق يستحصلون على الروبيديوم منتجاً ثانوياً أثناء تعدين البولوسيت.

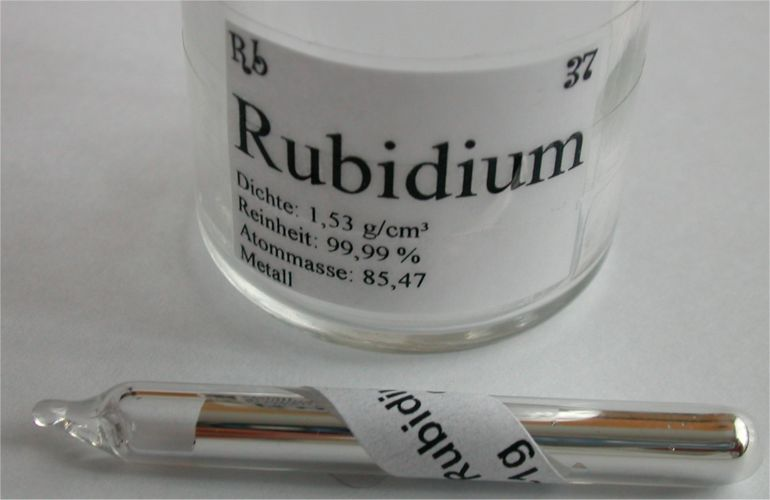
روبيديوم نقيّ في أمبولة

يمكن الحصول على الروبيديوم مخبرياً بكمّيّات صغيرة من اختزال ملح كرومات أو ثنائي كرومات الروبيديوم باستخدام الزركونيوم:
{\displaystyle {\ce {Rb2Cr2O7 + 2 Zr -> 2 Rb + 2 ZrO2 + Cr2O3}}}
أو من التفكّك الحراري لمركّب أزيد الروبيديوم:
{\displaystyle {\ce {2 RbN3 -> 2 Rb + 3 N2}}}
ثمّ بالتقطير تحت التفريغ العالي. كما يمكن استحصال هذا العنصر من اختزال كلوريد الروبيديوم بالكالسيوم تحت الفراغ.

## النظائر
للروبيديوم نظيران طبيعيّان، الأوّل هو روبيديوم-85 85Rb وهو الأكثر وفرةً طبيعية بنسبة مقدارها 72.2%، أمّا النظير الثاني فهو روبيديوم-87 87Rb، وله وفرةٌ طبيعيّةٌ مقدارها 27.8%، وهو نظير مشعّ بشكلٍ طفيفٍ بعمر نصف مقداره 48.8 بليون سنة. لذلك يُصنّف الروبيديوم ضمن العناصر أحادية النظير، لأنّ النظير روبيديوم-85 هو النظير الوحيد المستقرّ نظرياً. ولذلك يصنّف الروبيديوم أيضاً ضمن العناصر المشعّة طبيعياً، وتبلغ قيمة النشاط الإشعاعي النوعي مقدار 670 بيكريل/الغرام، وهو مقدارٌ كافٍ من أجل إظهار شريط تصوير ضوئي في مدّة تبلغ 110 أيّام. بالمقابل، فإنّه يوجد هنالك حوالي 30 نظير مُصطَنع بأعمار نصف  أقلّ من ثلاثة أشهر. من بينها النظير روبيديوم-82 82Rb، ويُصطَنع من عمليّة التقاط إلكترون  للنظير سترونتيوم-82، الذي له عمر نصف مقداره 25.36 يوم. للنظير روبيديوم-82 عمر نصف قصير نسبيّاً (76 ثانية)، وهو يضمحلّ إلى النظير كريبتون-82.
يتميّز النظير الطبيعي روبيديوم-87 بعمر نصف طويل جدّاً، تبلغ قيمته 48.8×109 سنة، وهي قيمة أعلى بثلاث مرّات من عمر الكون المُقَدّر بقيمة تبلغ (13.799±0.021)×109 سنة. لذلك يُصنَف ذلك النظير ضمن النويدات الابتدائية، ولذلك أيضاً يُستخدَم في التأريخ الإشعاعي  للصخور (تأريخ بنظائر روبيديوم-سترونتيوم). إذ يضمحلّ الروبيديوم إلى النظير سترونتيوم-87 87Sr المستقرّ، وفق اضمحلال بيتا . أثناء عمليات التبلور التجزيئي الجيولوجية، يميل السترونتيوم إلى التركّز في صخور البلاغيوكلاس ، تاركاً الروبيديوم قي الطور السائل؛ ولذلك فإنّ النسبة Rb/Sr في صهارة الماغما  يمكن أن تزداد مع مرور الوقت، لذا تكون نتائج التمايز الصهاري  في الصخور النارية ذات نسب مرتفعة من Rb/Sr، وهي تلاحظ مثلاً في البيغماتيت .

## الخواص
الخواص الفيزيائية

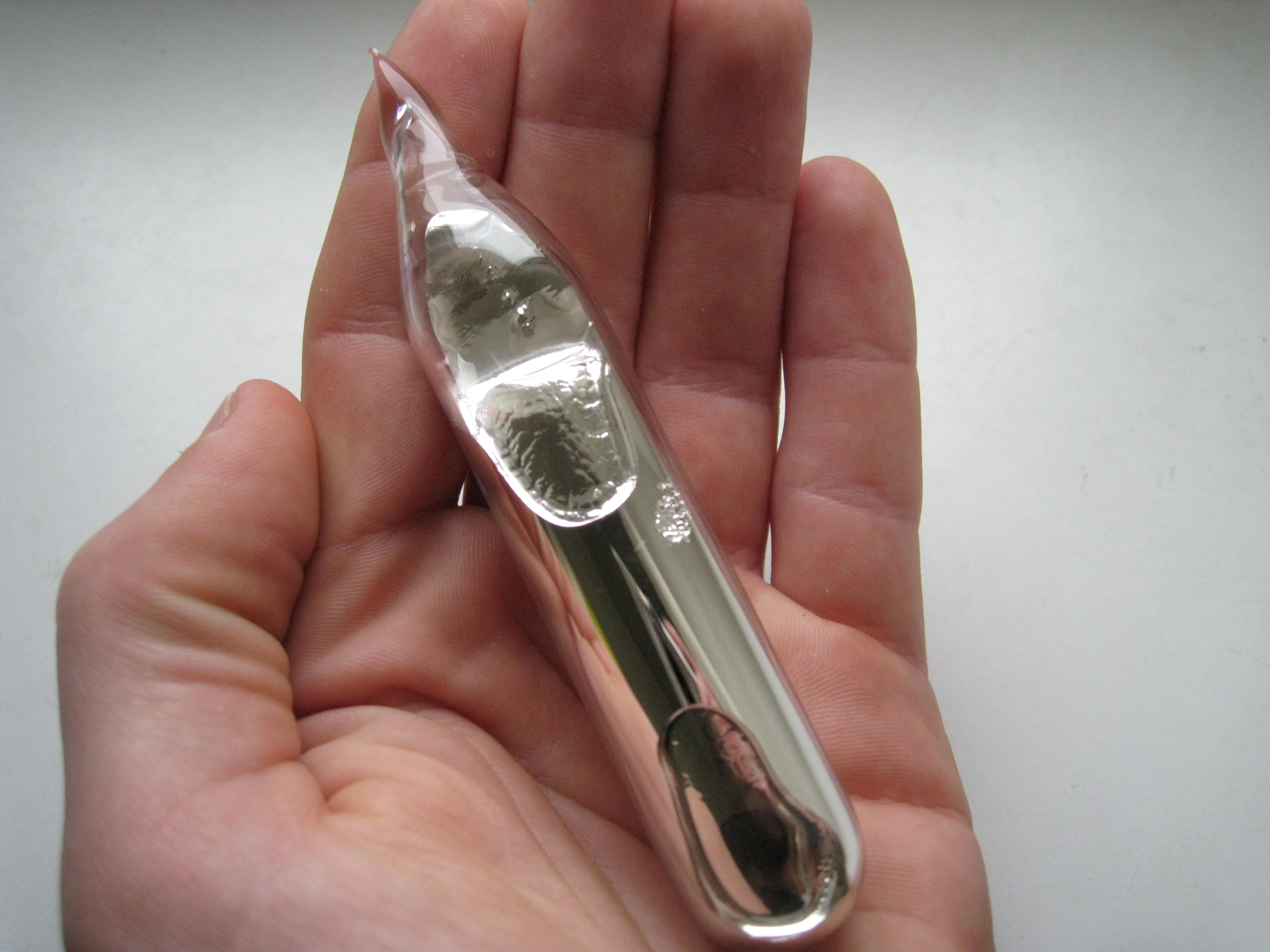
روبيديوم منصهر جزئياً في أمبولة.

الروبيديوم فلزٌّ طريٌّ جدّاً ومَطِيل  وهو ذو لون أبيض فضّي؛ وهو ثان أكثر عنصر من حيث الكهرجابية  من بين عناصر الفلزّات القلويّة، كما يمتاز بانخفاض نقطة انصهاره (39.3 °س).
الخواص الكيميائية
يقع الروبيديوم في مجموعة الفلزّات القلوية، وهو شبيه في خواصّه الكيميائية لمجاوِرَيه في هذه المجموعة. فهو يتفاعل بعنفٍ مع الماء، وذلك بدرجة تقع بين البوتاسيوم (أقلّ تفاعلية) والسيزيوم (أكثر تفاعلية)؛ وهذا التفاعل خطيرٌ، لدرجةٍ أنّه كافٍ لإشعال غاز الهيدروجين الناتج؛ كما يشتعل الروبيديوم بشكل تلقائي عند التماس مع الرطوبة.
يعدّ الروبيديوم أيضاً من المختزلات القوية. كما يشكّل هذا العنصر ملغمة  مع الزئبق وسبائك مع الذهب والحديد والسيزيوم والصوديوم وبوتاسيوم؛ ولكن ليس مع الليثيوم، على الرغم من وقوعهما في نفس المجموعة.

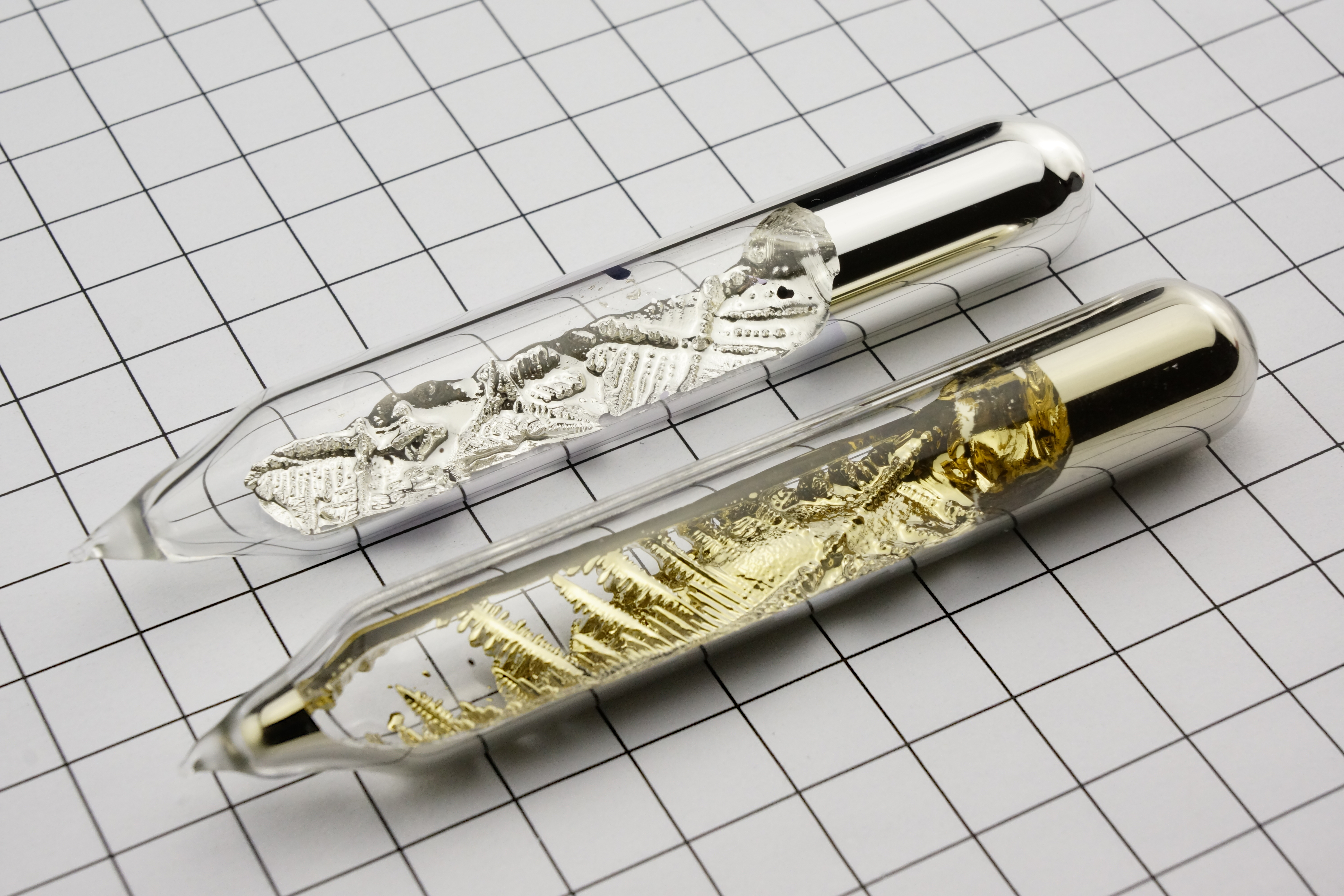
عيّنتان نقيّتان من بلّورات عنصري الروبيديوم (فضي) والسيزيوم (ذهبي).

للروبيديوم طاقة تأيّن  منخفضة جدّاً، وتبلغ مقدار 406 كيلوجول/مول. ويحوي طيف انبعاث الروبيديوم على خطّين طيفيّين ذوَي لون أحمر غامق.

### المركبات الكيميائية

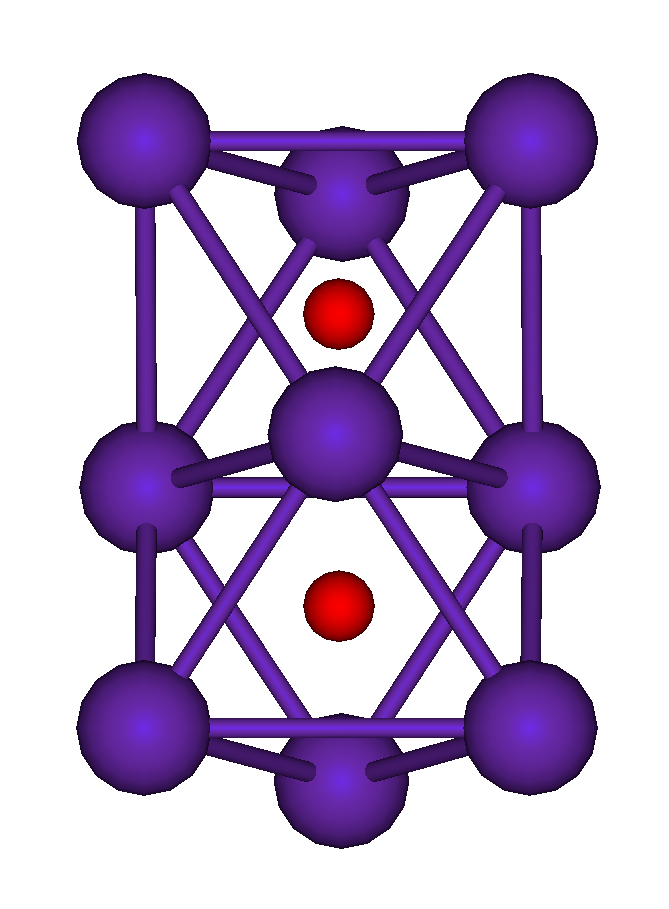
تمثيل لبنية Rb_{9O}_{2}

يعدّ كلوريد الروبيديوم RbCl أشهر المركّبات الكيميائية لهذا العنصر، إذ لديه عددٌ من التطبيقات المهمّة، فهو يستخدَم ضمن الواسمات الحيوية، إذ يوجد بكمّيّات ضئيلة في أجسام الكائنات الحيّة، وعند وجوده فإنّه يحلّ مكان البوتاسيوم.
من المركّبات الأخرى المعروفة لهذا العنصر أيضاً هيدروكسيد الروبيديوم RbOH، وهو مادّة أوّلية بادئة في العديد من العمليات الكيميائية المعتمدة على الروبيديوم. يدخل مركّب كربونات الروبيديوم Rb2CO3 في تركيب بعض أنواع زجاج البصريات .
للروبيدوم عددٌ من الأملاح المزدوجة، مثل كبريتات النحاس والروبيديوم  Rb2SO4·CuSO4·6H2O ويوديد الفضة والروبيديوم  RbAg4I5، وللمركّب الأخير أعلى موصلية كهربائية لأيّ بلّورة أيونية  عند درجة حرارة الغرفة، وتلك خاصّة يجري تسخيرها في صناعة أنواع خاصّة من البطّاريات وتطبيقات أخرى.
يشكّل الروبيديوم عدداً من الأكاسيد التي تتشكّل عند التعرّض للهواء، أبسطها الأكسيد Rb2O، ومن الأكاسيد الأخرى كلّ من Rb6O وRb9O2. عند وجود كمّيّات فائضة من الأكسجين يتشكّل فوق أكسيد  الروبيديوم RbO2. يتفاعل الروبيديوم مع الهالوجينات مشكّلاً جميع الهاليدات المعروفة من الفلوريد RbF والكلوريد RbCl والبروميد RbBr واليوديد RbI.

### التحليل الكيميائي

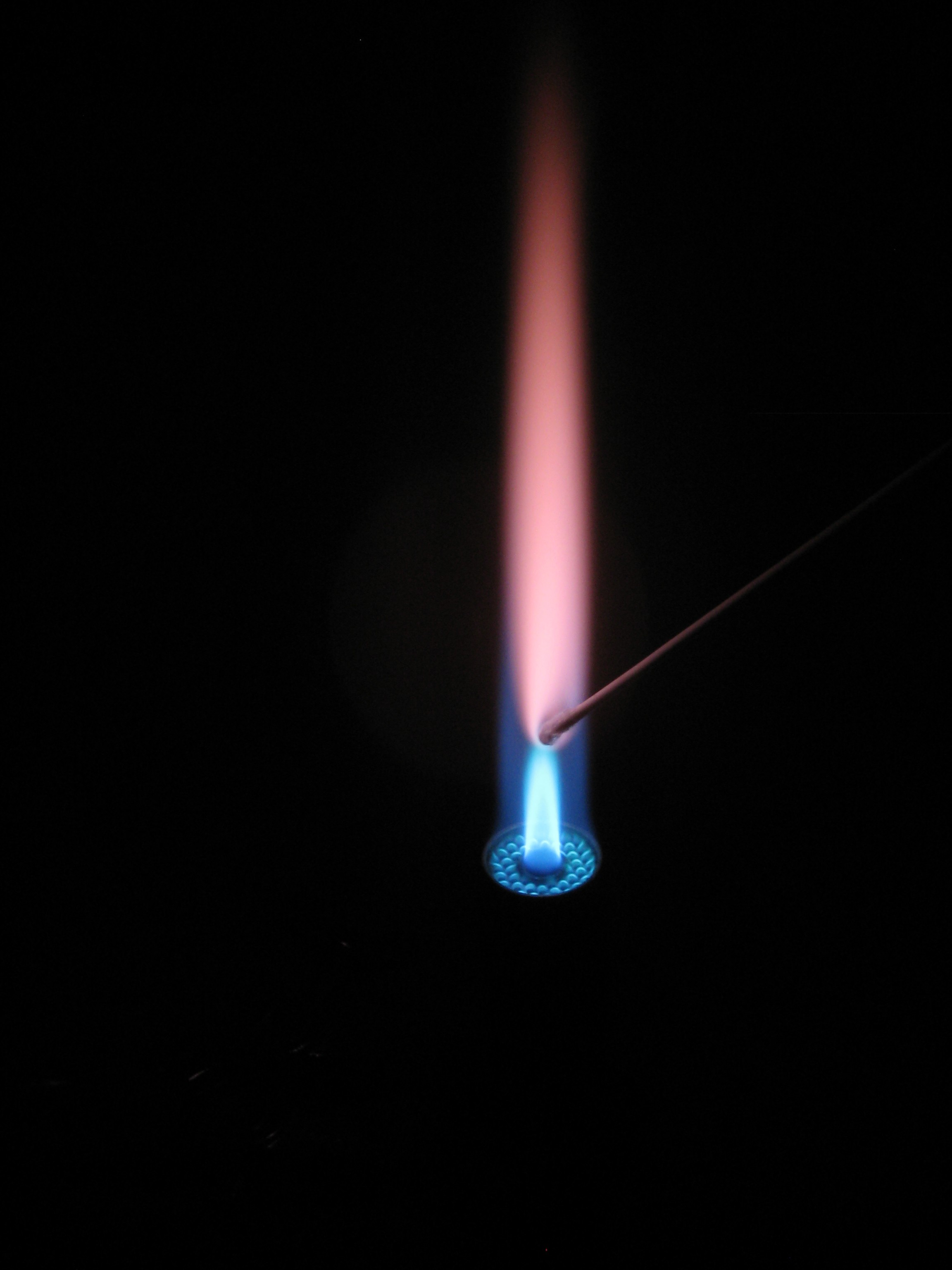
اختبار اللهب لعيّنة من الروبيديوم

من أبسط وسائل الكشف عن الروبيديوم استخدام أسلوب اختبار اللهب، إذ وجود هذا العنصر يضفي لون أحمر بنفسجي للهب، ولكن هذا الأسلوب غير نوعي، إذ يشترك بتلك الخاصّة مع البوتاسيوم. ويستلزم للفصل بين هذين العنصرين استخدام وسائل مطيافية، فمثلاً للروبيدوم خطوط طيفية مميّزة عند 780.0 نانومتر.
لتحديد كمّيّات نزرة من الروبيديوم يمكن استخدام وسائل مثل مطيافية الانبعاث الذري باللهب . وباستخدام أسلوب قياس الاستقطابية  يظهر الروبيديوم عتبة مهبطية عكوسة  عند −2.118 فولت، وذلك مقابل قطب كالومل المشبع ؛ ويستلزم ذلك وجود وسط من كاتيون أمونيوم رابعي  (مثل محلول قياسي 0.1 مولار من هيدروكسيد رباعي ميثيل الأمونيوم)، وذلك لإقصاء أيونات الفلزات القلوية الأخرى التي قد تتداخل في التحليل.
من وسائل التحليل الكمّي الأخرى استخدام وسائل تقليدية باستخدام أسلوب الترسيب على هيئة ملح ثلاثي من النتريت مع الصوديوم والبزموت RbNaBi(NO2)6، والذي يكون على هيئة راسب أصفر. يبلغ حدّ الكشف  مقدار 0.5 ميليغرام من الروبيديوم. يمكن تحسين هذا الأسلوب باستخدام أيونات الفضّة بدلاً من الصوديوم، ولكن يحدث هناك تداخل بالكشف مع السيزيوم.

## الدور الحيوي
يكون لأيون الروبيديوم في المحاليل المائية حالة الأكسدة  +1 مثل الصوديوم والبوتاسيوم، وذلك ينسحب أيضاً في السياق الحيوي. لذلك فإنّ جسم الإنسان يميل إلى معالجة أيونات الروبيديوم +Rb كأنّها أيونات البوتاسيوم، ولذلك فإنّ لأيونات الروبيديوم قابلية للتركّز في الحيّز السائل داخل الخلية . لا يوجد تأثيرٌ سمّيٌّ لأيونات الروبيديوم، إذ يحوي جسم إنسان وزنه 70 كغ كمّيّة وسطية من الروبيديوم مقدارها 0.36 غ؛ وأظهرت دراسة أنّ زيادة هذه القيمة إلى قيم تقع بين 50 - 100 ضعف لا تؤدّي إلى الحصول على تأثيرات سلبية لدى الأشخاص المشاركين بهذه التجربة. يعدّ البنّ العربي من أكثر المواد الغذائية غنىً بمحتوى الروبيديوم، والذي يتراوح بين 25.5–182 مغ/كغ في المادّة الجافّة .
يكون للتراكيز المرتفعة من الروبيديوم تأثيرٌ سلبيٌّ على الجسم. وذلك بشكلٍ خاصٍّ على الجهاز العصبي المركزي، إذ تؤثّر التراكيز المرتفعة من الروبيديوم على تراكيز النواقل العصبية ؛ وذلك بتأثيرٍ معاكسٍ لما تقوم به أيونات الليثيوم. فقد أجريت في القرن العشرين دراسات على إمكانية استخدام الروبيديوم في علاج حالات الاضطراب ثنائي القطب ، والتي أوصت بعدم استخدام مركّبات الروبيديوم في علاج ذلك الاضطراب.
تقع قيمة عمر النصف الحيوي  للروبيديوم لدى البشر بين 31–46 يوم. وعلى الرغم من إمكانية حصول استبدال جزئي بين أيونات الروبيديوم والبوتاسيوم في الجسم، إلّا أن الأمر يكون خطيراً إذا بلغت نسبة الاستبدال معدّلات مرتفعة، فعلى سبيل المثال، في دراسة أجريت على الجرذان، وُجد أنّه عندما بلغت نسبة الاستبدال أكثر من 50% في أنسجة العضلات، فإنّ تلك الجرذان نفقت. لا يوجد دورٌ حيويٌّ معروف للروبيديوم بالنسبة للنباتات، ولكن من المحتمل أن يكون للروبيديوم دور أثناء مرحلة الحمل لدى الحيوانات.

## المخاطر
يتفاعل الروبيديوم بعنفٍ مع الماء، وهو تلقائيّ الاشتعال عند التماس مع الرطوبة. ولذلك فإنّ العيّنات من هذا العنصر الفلزّي تُحفَظ في عبواتٍ مغلقةٍ محجوبةٍ عن الرطوبة في جوٍّ من غاز خامل  أو تكون مغمورةً في زيتٍ معدنيّ. يكون الروبيديوم قادراً على تشكيل بيروكسيدات  عند التعرّض للهواء، حتّى ولو نفذت كمّيّات ضئيلة من الأكسجين إلى الزيت، لذلك ينبغي أخذ الاحتياطات اللازمة عند التخزين، بشكلٍ مشابهٍ للاحتياطات المتّخذة لباقي الفلزّات القلويّة.

## الاستخدامات
تشكّل تطبيقات الروبيديوم ومركّباته الكيميائية مجالاً ضيّقاً في الحياة العملية، إذ يتركّز الاستخدام في مجالات البحث والتطوير. فعلى سبيل المثال، أجريت دراسات من أجل استخدام الروبيديوم في المولّدات الكهربائية الحرارية  اعتماداً على المبادئ الهيدروديناميكية المغناطيسية ، إذ تمرّر فيها أيونات الروبيديوم الساخنة عبر حقل مغناطيسي. عند مرور تلك الأيونات ستقوم حينها بتوصيل الكهرباء، وتقوم بدور مشابه لدور عضو الإنتاج  للمولّد الكهربائي العادي في توليد التيّار الكهربائي. كما يُستخدَم الروبيديوم، وخاصّةً بخار النظير روبيديوم-87 87Rb، في عمليّات التبريد بالليزر والوصول إلى حالة تكاثف بوز-أينشتاين. ونظراً لانخفاض نقطة انصهار الروبيديوم وسهولة تبخّره ولكون مجال الامتصاص الطيفي ملائماً، فلذلك يكثر استخدامه في أبحاث الليزر على الذرّات. كما يعدّ النظير روبيديوم-85 85Rb ملائماً للتجارب في مجال رنين فشباخ .
يُستخدَم الروبيديوم أيضاً في توليد جسيمات هيليوم-3 3He المستقطَبة، ممّا يؤدّي إلى إنتاج كمّيّات من غاز هيليوم-3 المُمغنَط، والذي يكون فيه اللفّ المغزلي النووي مصطفّاً بانتظام بدلاً من كونه عشوائياً. عادةً ما يُضخّ بخار الروبيديوم لهذه العمليات عبر شعاع ليزر، إذ تقوم ذرّات الروبيديوم المستقطّبة بتقطيب ذرّات الهيليوم-3 عبر تآثرات فائقة الدقّة . ولغاز الهيليوم-3 المستقطَب تطبيقات في قياسات استقطاب النيوترون  على سبيل المثال. كما تجرى أبحاث على إمكانية استخدام الروبيديوم في تخزين البيانات في الحوسبة الكمومية .

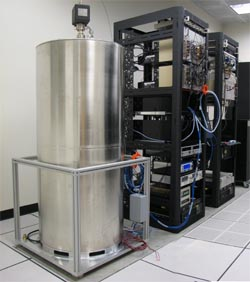
ساعة ذرية معتمدة على الروبيديوم موجودة في المرصد البحري للولايات المتحدة

من التطبيقات الأخرى للروبيديوم دخوله في تركيب الساعات الذرّية  من أجل القياسات الزمنية عالية الدقّة، إذ هو المكوّن الأساسي في مذبذب الروبيديوم ، وهو مذبذب إلكتروني ذو قيمة تواتر ثانوي مرجعية  في أجهزة إرسال موقع الخلية ، وفي أجهزة الإرسال الإلكترونية الأخرى وتجهيزات التوصيل الشبكي والاختبار. تُستخدَم معايير الروبيديوم  عادةً مع وسائل الملاحة عبر الأقمار الاصطناعية المختلفة، وذلك للحصول على معايير تواتر أولية  ذات ضباطة  مرتفعة، وهي أقلّ كلفة من معايير السيزيوم . يكثر استخدام معايير الروبيديوم في مجال الاتصال عن بعد. من الاستخدامات التقنيّة الأخرى للروبيديوم دخوله على شكل مستأصل  في الصمّامات المفرّغة  وعلى هيئة مكوّن في الخلايا الضوئية . يُستخدَم بخار الروبيديوم في أجهزة مقياس المغناطيسية ، وخاصّةً النظير روبيديوم-87 87Rb، وذلك لتطوير أنواع خاصّة من تلك المقاييس .
في مجال علم الأحياء يُستخدَم الروبيديوم من أجل دراسة القنوات الأيونية  للبوتاسيوم. وفي تطبيقات طبّية أخرى يُستخدَم النظير روبيديوم-82 82Rb على هيئة قائفة مشعّة  في تقنية التصوير المقطعي بالإصدار البوزيتروني ، خاصّةً أنّ الروبيديوم شبيه كثيراً بالبوتاسيوم، لذلك فإنّ الأنسجة ذات المحتوى المرتفع من البوتاسيوم ستقوم بتكديس الروبيديوم النشيط إشعاعياً؛ ومن التطبيقات المهمّة لذلك هو تصوير إرواء عضلة القلب . في تطبيقٍ آخر، ونتيحةً للتغيّرات في الحاجز الدموي الدماغي  في الأورام الدماغية، فإنّ الروبيديوم يكون متركّزاً في أنسجة الورم الدماغي بشكلٍ أكبرَ من أنسجة الدماغ الطبيعية، ممّا يسمح باستخدام النظير المشعّ روبيديوم-82 في الطب النوويّ من أجل تحديد مكان وتصوير الأورام الدماغية. للنظير روبيديوم-82 عمر نصف قصير مقداره 76 ثانية، لذلك فإنّ تحضيره من اضمحلال نظير السترونتيوم-82 يكون بالقرب من المريض. أجريت تجارب على استخدام الروبيديوم من أجل معالجة اضطرابات نفسية مثل الاكتئاب والاضطراب ثنائي القطب. وجد أن هناك ارتباط بين انخفاض مستوى الروبيديوم في الجسم وبين حدوث حالات اكتئاب لدى مرضى الغسيل الكلوي ؛ لذلك يمكن استخدام مكمّلات غذائية حاوية على الروبيديوم لإدارة علاج هذه الحالات.
في تطبيقات متفرّقة يُستخدَم الروبيديوم مكوّناً في أنواع خاصّة من الزجاج، وفي إنتاج مركّبات فوق الأكاسيد، بالإضافة إلى دخوله في مجال التقانة النارية  للحصول على لون أرجواني من أجل تطبيقات خاصّة، مثل الاستخدامات العسكرية.

## طالع أيضًاً
- فلز قلوي

## الهوامش
ملحوظات
1. ↑  والتي كانت معروفة حينها باسم مطيافية اللهب flame spectroscopy

مصطلحات
1. ↑  Gustav Robert Kirchhoff
2. ↑  Robert Bunsen
3. ↑  lepidolite
4. ↑  Chloroplatinic acid
5. ↑  fractional crystallization
6. ↑  electrolysis
7. ↑  colloid
8. ↑  rubidium tartrate
9. ↑  Bose–Einstein condensate
10. ↑  Eric Allin Cornell
11. ↑  Carl Edwin Wieman
12. ↑  Wolfgang Ketterle
13. ↑  leucite
14. ↑  pollucite
15. ↑  carnallite
16. ↑  zinnwaldite
17. ↑  ionic radius
18. ↑  incompatible element
19. ↑  pegmatite
20. ↑  rubidium and caesium alum
21. ↑  rubidium alum
22. ↑  chlorostannate process
23. ↑  ferrocyanide process
24. ↑  Alkarb
25. ↑  half-life
26. ↑  electron-capture
27. ↑  Radiometric dating
28. ↑  beta decay
29. ↑  plagioclase
30. ↑  magma
31. ↑  Igneous differentiation / magmatic differentiation
32. ↑  pegmatite
33. ↑  ductile
34. ↑  electropositive
35. ↑  amalgam
36. ↑  ionization energy
37. ↑  optical glass
38. ↑  rubidium copper sulfate
39. ↑  Rubidium silver iodide
40. ↑  ionic crystal
41. ↑  superoxide
42. ↑   flame atomic emission spectrophotometry (F-AES)
43. ↑  Polarography
44. ↑  reversible cathodic step
45. ↑  Saturated calomel electrode
46. ↑  Quaternary ammonium cation
47. ↑  Detection limit
48. ↑  oxidation state
49. ↑  intracellular fluid
50. ↑  Dry matter
51. ↑  Neurotransmitter
52. ↑   Bipolar disorder
53. ↑  biological half-life
54. ↑  Inert gas
55. ↑  peroxides
56. ↑  thermoelectric generator
57. ↑  magnetohydrodynamics
58. ↑  armature
59. ↑  Feshbach resonance
60. ↑  hyperfine interaction
61. ↑  neutron polarization
62. ↑  Quantum computing
63. ↑  United States Naval Observatory
64. ↑  atomic clock
65. ↑  rubidium oscillators
66. ↑  secondary frequency references
67. ↑  cell site transmitters
68. ↑  rubidium standard
69. ↑  primary frequency standard
70. ↑  accuracy
71. ↑  caesium standards
72. ↑  getter
73. ↑  vacuum tubes
74. ↑  photocell component
75. ↑  magnetometer
76. ↑   spin exchange relaxation-free (SERF) magnetometer
77. ↑  ion channels
78. ↑  Radioactive tracer
79. ↑  Positron emission tomography (PET)
80. ↑  myocardial perfusion imaging
81. ↑  blood–brain barrier
82. ↑  Dialysis
83. ↑  Pyrotechnics